# Erigonoplus inspinosus
Erigonoplus inspinosus är en spindelart som beskrevs av Jörg Wunderlich 1995. Erigonoplus inspinosus ingår i släktet Erigonoplus och familjen täckvävarspindlar.
Artens utbredningsområde är Grekland. Inga underarter finns listade i Catalogue of Life.